# John Otto (Musiker)

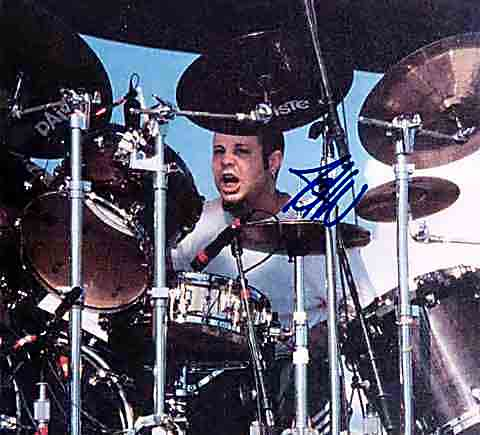
John Otto, 2006

John Otto (* 22. März 1977 in Jacksonville, Florida als John Everett Otto) ist ein US-amerikanischer Rockmusiker und Schlagzeuger der Nu-Metal-Band Limp Bizkit.

## Leben
John Otto spielt seit seinem 17. Lebensjahr Schlagzeug. Er ist der Cousin des Limp-Bizkit-Bassisten Sam Rivers, mit dem er schon in seiner Jugend in Rivers Elternhaus Jamsessions abhielt. Während eines Jams mit Fred Durst gründeten sie Limp Bizkit im Jahr 1994. Während der Aufnahmen zu „The Unquestionable Truth, Part 1“ stieg Otto für ein paar Monate aus und ging in eine Rehabilitationseinrichtung, da er Probleme mit Drogen hatte. Mittlerweile ist er aber clean. Der ehemalige Youth-of-Today-Drummer Sammy Siegler übernahm die meisten Drumparts auf der EP.
Eine DVD über John Otto mit dem Titel „Ottomatic Sound“ ist in Planung. Er lebt in Hollywood.
| Personendaten    | Personendaten                           |
| ---------------- | --------------------------------------- |
| NAME             | Otto, John                              |
| ALTERNATIVNAMEN  | Otto, John Everett (vollständiger Name) |
| KURZBESCHREIBUNG | US-amerikanischer Rockmusiker           |
| GEBURTSDATUM     | 22. März 1977                           |
| GEBURTSORT       | Jacksonville, Florida                   |